# باريس تورز 1930
باريس تورز 1930 هو سباق دراجات هوائية، وهو الموسم رقم 25 من باريس تورز، وأقيم في 1930.
فاز بالمركز الأول Jean Maréchal ‏، وبالمركز الثاني Marcel Bidot ‏، وبالمركز الثالث فرانس بوندول.

## الفائزون
| الترتيب | الفائز         |
| ------- | -------------- |
| الفائز  | Jean Maréchal ‏ |
| الثاني  | Marcel Bidot ‏  |
| الثالث  | فرانس بوندول   |